# Mac OS X Lion
Mac OS X 10.7 Lion è l'ottava versione del sistema operativo macOS sviluppato da Apple. Il software è stato presentato il 20 ottobre 2010 durante il keynote Back to the Mac a San Francisco. Nel keynote del 6 giugno al WWDC 2011 ha avuto uno spazio di rilievo insieme ad iCloud e iOS 5, uscito il 20 luglio alle 14.30 (ora italiana) tramite download dal Mac App Store, abbandonando la distribuzione tradizionale sui DVD. Dal 16 agosto 2011 è stato reso disponibile su Apple Store, al prezzo di 59€, una chiavetta USB che sostituisce i DVD di installazione utilizzati fino a Snow Leopard.

## Cambiamenti e novità
- Integrazione di alcuni elementi familiari agli utenti di iOS, quali il Launchpad (Springboard di iOS) per avviare le applicazioni, il Mac App Store (già introdotto in OS X Snow Leopard 10.6.6) e l'utilizzo di menu pop-over
- un'implementazione di FileVault completamente riscritta ed estesa a tutto il file system (anziché alla sola cartella dell'utente)
- un sistema di salvataggio automatico e controllo versione dei file
- integrazione di iCloud, il servizio di cloud computing di Apple (disponibile dalla versione 10.7.2)
- integrazione dell'ambiente Server (acquistabile a parte)
- nuovi effetti e colori della UI del sistema operativo

A partire da Lion vengono abbandonate alcune tecnologie di OS X (Front Row e Rosetta) e non sono più installati di default il plugin Adobe Flash e il Java Runtime Environment (che non sarà più aggiornato da Apple, ma verrà sviluppato e distribuito direttamente da Oracle).

## Requisiti di sistema
I requisiti di base, comunicati da Apple, per poter eseguire Lion sono i seguenti:
- Apple Macintosh con processore Intel Core 2 Duo, i3, i5, i7 o Xeon.
- 2GB di memoria RAM
- 7GB di spazio su Hard Disk
- La funzionalita AirDrop è supportata dai seguenti modelli di Mac: MacBook (late 2008 o successivo), MacBook Air (late 2010 o successivo), MacBook Pro (late 2008 o successivo), Mac mini (mid 2010 o successivo), iMac (early 2009 o successivo), Mac Pro (early 2009 con AirPort Extreme card e mid 2010 o successivo).
- OS X Snow Leopard o successivo (Mac OS X 10.6.8 raccomandato).
- I Mac con processori IA32 come il Core Solo e il Core Duo non sono supportati da Lion.

## Versioni
| Build   | Data di distribuzione | Note                                |
| ------- | --------------------- | ----------------------------------- |
| 11A390  | 24 febbraio 2011      | Developer Preview                   |
| 11A419  | 30 marzo 2011         | Developer Preview 2                 |
| 11A430e | 15 aprile 2011        | DP2 (aggiornamento)                 |
| 11A444d | 29 aprile 2011        | DP2 (aggiornamento)                 |
| 11A459e | 13 maggio 2011        | Developer Preview 3                 |
| 11A480b | 6 giugno 2011         | Developer Preview 4                 |
| 11A494a | 15 giugno 2011        | DP4 (aggiornamento)                 |
| 11A511  | 1º luglio 2011        | Golden Master                       |
| 11A511  | 20 luglio 2011        | Release definitiva su Mac App Store |
| 11B26   | 16 agosto 2011        | 10.7.1                              |
| 11C74   | 12 ottobre 2011       | 10.7.2                              |
| 11D50   | 1º febbraio 2012      | 10.7.3                              |
| 11E53   | 9 maggio 2012         | 10.7.4                              |
| 11G56   | 19 settembre 2012     | 10.7.5                              |
| 11G63   | 4 ottobre 2012        | 10.7.5 Aggiornamento                |

## Aggiornamento da Snow Leopard

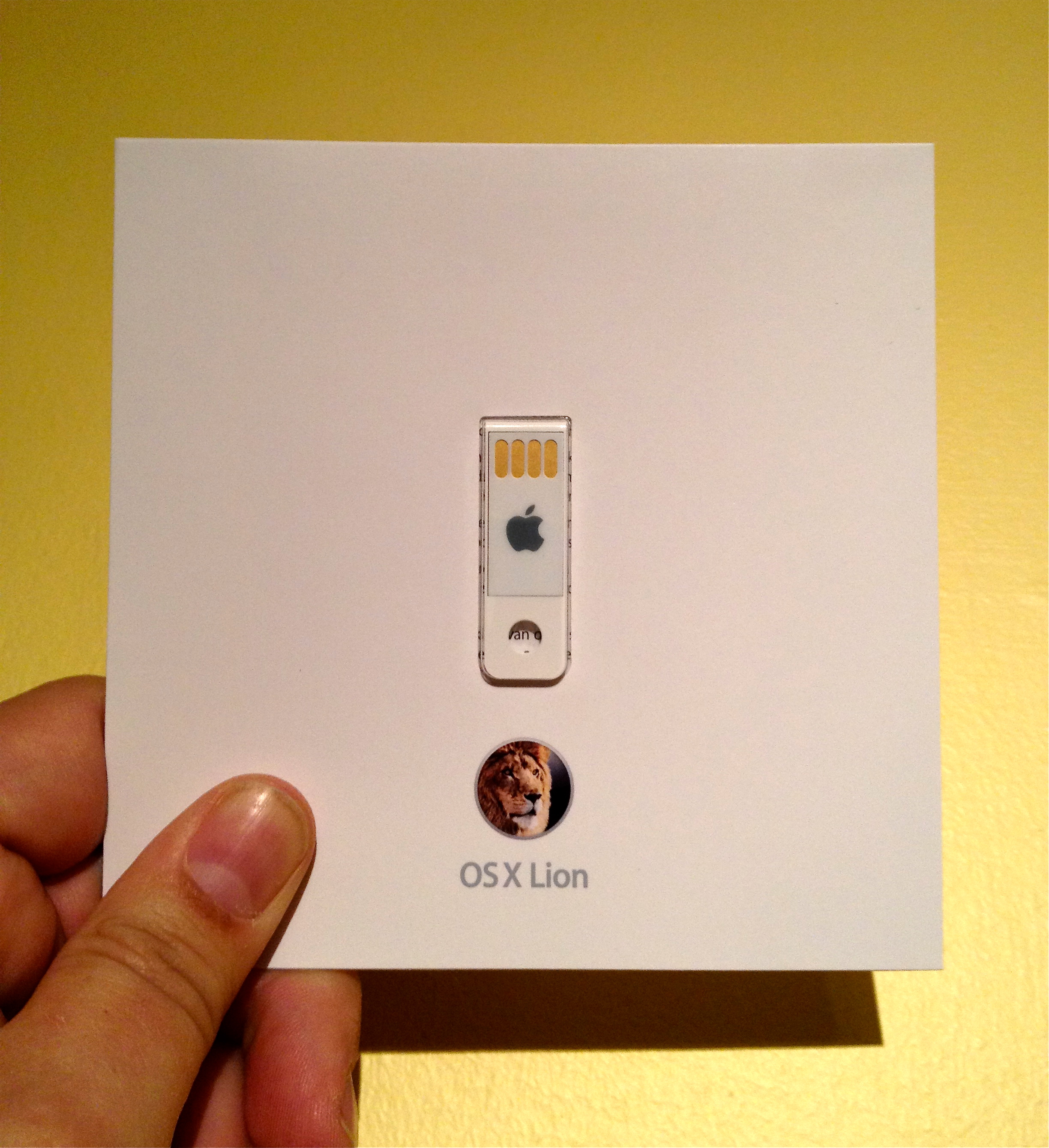
Chiave USB di installazione

Apple ha comunicato al WWDC 2011 che la versione 10.7 di OS X sarà disponibile sul Mac App store al prezzo di 23.99€ per un aggiornamento rapido. Per fare l'aggiornamento è necessario possedere un Apple Macintosh con installata la versione 10.6.8 di Snow Leopard. È disponibile anche il Thumb Drive USB di OS X Lion alla cifra di 59€, per un'installazione pulita e stand alone. Il pacchetto consiste in una USB key contenente il sistema operativo. Con l'abolizione del supporto ottico, viene data la possibilità, anche a coloro che possiedono un MacBook Air, di installare-aggiornare il sistema operativo senza problemi. Questa viene offerta gratuitamente se si prova che l'aggiornamento dal Mac App Store non riesce.

## Diffusione
Il 21 luglio 2011, a 24 ore dal lancio di Lion, Apple annuncia di aver venduto 1 milione di copie, si tratta di un record assoluto per il sistema operativo Apple.

## Diffusione su macchine non Apple
OS X Lion, così come OS X Snow Leopard e tutte le versioni di OS X per Intel, ha cominciato la diffusione sulle macchine non vendute dalla Apple. Anche se il sistema controlla se il software si sta installando su hardware autorizzato Apple, tuttavia vi sono modi per aggirare questa limitazione nonostante non sia consentita legalmente l'installazione. Dal 3 novembre 2007 Apple ha dichiarato legale la virtualizzazione di macOS solo su hardware Apple, con l'acquisto di una licenza del software. Molti software come Parallels Desktop o VMware Fusion permettono di virtualizzare la versione macOS Server.